# Dode hoek (film)
Dode hoek is een Vlaamse misdaadfilm uit 2017 geregisseerd door Nabil Ben Yadir. De hoofdrollen worden gespeeld door Peter Van den Begin, Soufiane Chilah, Ruth Becquart, Jan Decleir en David Murgia.

## Verhaal
Jan Verbeek zegt zijn functie als commissaris op om in de politiek te stappen. Hij zal zich aansluiten bij een extreme partij en wil de politie hervormen. Weldra zijn er verkiezingen en door zijn populariteit zal Jan allicht minister worden. Hij heeft ook een grote aanhang omwille van zijn geslaagde acties in het oprollen van drugsbendes. Jan wordt door sommige media voorgesteld als een racist omdat uit statistieken van zijn politiezone blijkt dat mensen met een Turkse of Marokkaanse achtergrond opvallend meer worden gecontroleerd dan anderen. Jan beaamt dit laatste omdat die statistieken ook bewijzen dat het probleem zich grotendeels in die samenlevingen zit, maar weerlegt een racist te zijn omdat zijn rechterhand een Marokkaanse jongeman is: Dries. Hij verzwijgt wel dat Dries de Marokkaanse samenleving de rug heeft toegekeerd en zichzelf als een echte Vlaming beschouwt.
Op zijn laatste avond als commissaris krijgt Jan een tip binnen over een groot drugslabo geleid door topcrimineel Ozgür. Na enige aarzeling beslist hij om tot actie over te gaan omdat dit een grote boost zal geven ten voordele van zijn imago en politieke partij. Wanneer blijkt dat het labo net buiten zijn zone ligt - en de politie van Charleroi dit eigenlijk moet afhandelen - besluit hij dat te negeren. Bij de inval - waarbij enkele van zijn korpsleden omkomen - blijkt dat er geen labo aanwezig is, zelfs geen drugs. Er verblijven wel illegalen. Enkele gewonden worden afgevoerd naar het ziekenhuis.
Dan blijkt dat een van die gewonden een zoon is van Jan: Jan had in een ver verleden een korte relatie met een Marokkaanse vrouw, maar verliet haar toen bleek dat ze zwanger was. De vrouw werd verstoten door haar omgeving, geraakte verslaafd aan heroïne en werd een prostituee. Jan wil uiteraard dat dit feit niet uitlekt. Daarom ontvoert hij de man uit het ziekenhuis en laat hij de bewakingsbeelden door Dries vernietigen.
Ondertussen hebben de nieuwe commissaris en de politie uit Charleroi een onderzoek ingesteld naar de juiste omstandigheden in het huis waar de inval werd gedaan. Jan ontdekt dat alles opgezet was: zijn zoon wilde wraak nemen omdat Jan zijn moeder verliet waardoor hijzelf een miserabel leven had. In het betreffende appartement zit een bom verstopt. De opzet was dat Jan in dat gebouw een mobiele telefoon zou vinden met enkel "papa" als contactpersoon, maar dat gebeurde niet. Deze wordt nu gevonden door de nieuwe commissaris en door te bellen naar dat nummer activeert ze de bom waardoor het gebouw ontploft en zij en tal van andere agenten om het leven komen.
Dries - die de bomaanslag overleeft omdat hij buiten met Jan telefoneerde - wil wraak nemen en Jans zoon aangeven. Jan wil dat nog steeds vermijden en neemt het op voor zijn zoon, die hij net redde van een zelfmoordpoging. Er ontstaat een handgemeen tussen Jan en Dries waarbij Dries zwaargehavend uit het gevecht komt. Jan koopt zijn zoon om met een aanzienlijk bedrag waardoor laatstgenoemde het land verlaat met Eurolines.
Dries neemt afstand van Jan en de politieke partij en keert terug naar de Marokkaanse gemeenschap, maar daar is hij niet welkom. Jan geeft een speech om zijn politieke partij te promoten naar aanleiding van de verkiezingen. Wat Jan wilde zeggen, is niet geweten. Het is wel duidelijk dat hij afstand wilde nemen van de oorspronkelijke tekst. Wanneer hij dat aangeeft, komt een gefrustreerde Dries op hem af en schiet hem neer. Net voordat hij sterft vraagt Jan zich af waarom Dries dat heeft gedaan want door die actie komt de Marokkaanse gemeenschap alweer in een slecht daglicht te staan.

## Rolverdeling
| Acteur              | Personage        |
| ------------------- | ---------------- |
| Peter Van den Begin | Jan Verbeeck     |
| Soufiane Chilah     | Dries Ben Haïfa  |
| Ruth Becquart       | Leen             |
| David Murgia        | Axel             |
| Jan Decleir         | partijvoorzitter |
| Jurgen Delnaet      | Johan            |
| Bert Haelvoet       | Ruud             |
| Gaël Maleux         | Manu             |
| Mathijs Scheepers   | Ruben            |
| Tibo Vandenborre    | Ozgur            |